# Danh sách cầu thủ tham dự giải vô địch bóng đá U-20 châu Phi 2015
Đây là danh sách đội hình các đội bóng tham dự Giải vô địch bóng đá U-20 châu Phi 2015. Chỉ có các cầu thủ sinh sau ngày 1 tháng 1 năm 1995 mới được phép thi đấu.

## Congo
Huấn luyện viên:  Paolo Berrettini
| 0#0 | Vị trí | Cầu thủ                        | Ngày sinh và tuổi           | Câu lạc bộ            |
| --- | ------ | ------------------------------ | --------------------------- | --------------------- |
| 1   | TM     | Darnet Joe Ombandza Mpea       | 9 tháng 4, 1998 (16 tuổi)   | FC Kondzo             |
| 2   | HV     | Karl Ekaya                     | 19 tháng 4, 1995 (19 tuổi)  | Diables Noirs         |
| 3   | HV     | Raphaël Leibniz Ebara          | 4 tháng 4, 1995 (19 tuổi)   | CARA Brazzaville      |
| 4   | TV     | Charlevy Mabiala               | 31 tháng 3, 1996 (18 tuổi)  | AJ Auxerre            |
| 5   | TV     | Bevic Moussiti-Oko             | 28 tháng 1, 1995 (20 tuổi)  | US Lesquin            |
| 6   | HV     | Faria Jobel Ondongo            | 19 tháng 6, 1996 (18 tuổi)  | Étoile du Congo       |
| 7   | TĐ     | Jean Rosis Okoumou Opimbat     | 1 tháng 1, 1997 (18 tuổi)   | ACNFF                 |
| 8   | TV     | Hardy Binguila                 | 17 tháng 7, 1996 (18 tuổi)  | AJ Auxerre            |
| 9   | TĐ     | Deldy Muriel Goyi              | 9 tháng 4, 1997 (17 tuổi)   | Diables Noirs         |
| 10  | TV     | Moise Justalain Nkounkou       | 2 tháng 8, 1996 (18 tuổi)   | Étoile du Congo       |
| 11  | TĐ     | Arci Saint Thibault Biassadila | 2 tháng 2, 1995 (20 tuổi)   | Diables Noirs         |
| 12  | TĐ     | Silvère Ganvoula M'boussy      | 29 tháng 6, 1996 (18 tuổi)  | Raja Casablanca       |
| 13  | TV     | Constantin Christ Bakaki       | 21 tháng 9, 1996 (18 tuổi)  | Diables Noirs         |
| 14  | TĐ     | Kader Bidimbou                 | 20 tháng 2, 1996 (19 tuổi)  | AC Léopards           |
| 15  | HV     | Cosme Andrely Atoni            | 22 tháng 12, 1996 (18 tuổi) | Diables Noirs         |
| 16  | TM     | Pavelh Ndzila                  | 12 tháng 1, 1995 (20 tuổi)  | Étoile du Congo       |
| 17  | TV     | Fred Duval Ngoma               | 24 tháng 11, 1997 (17 tuổi) | Diables Noirs         |
| 18  | HV     | Grace Miguel Itoua             | 12 tháng 4, 1995 (19 tuổi)  | Diables Noirs         |
| 19  | HV     | Dorvel Dibekou                 | 17 tháng 11, 1998 (16 tuổi) | Saint Michel d'Ouenzé |
| 20  | TV     | Romeni Scott Bitsindou         | 11 tháng 5, 1996 (18 tuổi)  | Anderlecht            |
| 21  | TM     | Robelvy Bilongo                | 11 tháng 2, 1996 (19 tuổi)  | Ajax de Ouenze        |

## Ghana
Huấn luyện viên:  Sellas Tetteh
| 0#0 | Vị trí | Cầu thủ             | Ngày sinh và tuổi           | Câu lạc bộ                    |
| --- | ------ | ------------------- | --------------------------- | ----------------------------- |
| 1   | TM     | Michael Sai         | 24 tháng 7, 1995 (19 tuổi)  | Berekum Chelsea               |
| 2   | HV     | Yakubu Mohammed     | 7 tháng 6, 1996 (18 tuổi)   | Tema Youth                    |
| 3   | TV     | Emmanuel Antwi      | 5 tháng 5, 1996 (18 tuổi)   | Liberty Professionals         |
| 4   | HV     | Joseph Bempah       | 5 tháng 9, 1995 (19 tuổi)   | Hearts of Oak                 |
| 5   | HV     | Kingsley Fobi       | 20 tháng 9, 1998 (16 tuổi)  | Right to Dream Academy        |
| 6   | HV     | Stephen Anokye Badu | 1 tháng 5, 1996 (18 tuổi)   | Brong Ahafo United            |
| 7   | TĐ     | Samuel Tetteh       | 28 tháng 7, 1996 (18 tuổi)  | West African Football Academy |
| 8   | TV     | Kofi Yeboah         | 14 tháng 5, 1995 (19 tuổi)  | Wa All Stars                  |
| 9   | TĐ     | Samuel Afful        | 2 tháng 12, 1995 (19 tuổi)  | Sekondi Hasaacas F.C.         |
| 10  | TV     | Clifford Aboagye    | 11 tháng 2, 1995 (20 tuổi)  | Granada CF                    |
| 11  | TV     | Asiedu Attobrah     | 15 tháng 3, 1995 (19 tuổi)  | New Edubiase                  |
| 12  | TM     | Kwame Baah          | 21 tháng 4, 1998 (16 tuổi)  | Heart of Lions                |
| 13  | TV     | Michael Otoo        | 1 tháng 11, 1997 (17 tuổi)  | UniStar Academy               |
| 14  | HV     | Joseph Aidoo        | 29 tháng 9, 1995 (19 tuổi)  | Inter Allies                  |
| 15  | HV     | Joseph Adjei        | 20 tháng 8, 1995 (19 tuổi)  | Wa All Stars                  |
| 16  | TM     | Mutawakilu Seidu    | 8 tháng 8, 1995 (19 tuổi)   | Hearts of Oak                 |
| 17  | TV     | Yaw Yeboah          | 28 tháng 3, 1997 (17 tuổi)  | Right to Dream Academy        |
| 18  | TĐ     | Jonah Osabutey      | 8 tháng 10, 1998 (16 tuổi)  | Tema Youth                    |
| 19  | TĐ     | Benjamin Tetteh     | 10 tháng 7, 1997 (17 tuổi)  | Tufu Mighty Jets FC           |
| 20  | TV     | Prosper Kasim       | 15 tháng 12, 1996 (18 tuổi) | Inter Allies                  |
| 21  | HV     | Patrick Asmah       | 25 tháng 1, 1996 (19 tuổi)  | Brong Ahafo United            |

## Ivory Coast
Huấn luyện viên:  Ibrahim Kamara
| 0#0 | Vị trí | Cầu thủ                    | Ngày sinh và tuổi           | Câu lạc bộ                    |
| --- | ------ | -------------------------- | --------------------------- | ----------------------------- |
| 1   | TM     | Seck Aboubakar Diabagate   | 13 tháng 8, 1996 (18 tuổi)  | AFAD Djékanou                 |
| 2   | HV     | Dagou Willie Britto        | 15 tháng 12, 1996 (18 tuổi) | AS Indenié Abengourou         |
| 3   | HV     | Ibrahima Diaby             | 22 tháng 2, 1995 (20 tuổi)  | Société Omnisports de l'Armée |
| 4   | HV     | Ismael Chester Diallo      | 29 tháng 1, 1997 (18 tuổi)  | SC Bastia                     |
| 5   | TV     | Victorien Angban           | 29 tháng 9, 1996 (18 tuổi)  | Chelsea                       |
| 6   | HV     | Mohamed Lamine Doumouya    | 9 tháng 1, 1995 (20 tuổi)   | Unnisika                      |
| 7   | TV     | Junior Landry Ahissan      | 10 tháng 11, 1996 (18 tuổi) | Ivoire Academie               |
| 8   | TĐ     | Adriel D'Avila Ba Loua     | 25 tháng 7, 1996 (18 tuổi)  | ASEC Mimosas                  |
| 9   | TV     | Dogbole Anderson Niangbo   | 6 tháng 10, 1999 (15 tuổi)  | USC Bassam                    |
| 10  | HV     | Franck Kessie              | 19 tháng 12, 1996 (18 tuổi) | Atalanta Bergamo              |
| 11  | TV     | Yakou Meite                | 11 tháng 2, 1996 (19 tuổi)  | Paris SG                      |
| 12  | TV     | Brou Manasse Ngoh          | 10 tháng 12, 1996 (18 tuổi) | Société Omnisports de l'Armée |
| 13  | TV     | Aboubakar Keita            | 5 tháng 11, 1997 (17 tuổi)  | FC Copenhagen                 |
| 14  | HV     | Sherif Olatunde Jimoh      | 4 tháng 5, 1996 (18 tuổi)   | AS Athletic Adjame            |
| 15  | TĐ     | Chris Bedia                | 5 tháng 3, 1996 (19 tuổi)   | FC Tours                      |
| 16  | TM     | Koko Yvan Gahie            | 1 tháng 2, 1997 (18 tuổi)   | AS Denguele                   |
| 17  | TV     | Alexandre Perimael Yehoule | 23 tháng 12, 1995 (19 tuổi) | Alliance Indenie              |
| 18  | TV     | Kouame Alphonse Yao        | 17 tháng 8, 1996 (18 tuổi)  | Royal Atlantic Djibi          |
| 19  | TV     | Habib Maïga                | 1 tháng 1, 1996 (19 tuổi)   | AS Saint-Étienne              |
| 20  | TĐ     | Baba Lamine Traore         | 16 tháng 6, 1998 (16 tuổi)  | AFAD Djékanou                 |
| 21  | TM     | Adama Ouattara             | 28 tháng 3, 1995 (19 tuổi)  | AFAD Djékanou                 |

## Mali
Huấn luyện viên:  Fagnéry Diarra
| 0#0 | Vị trí | Cầu thủ              | Ngày sinh và tuổi           | Câu lạc bộ        |
| --- | ------ | -------------------- | --------------------------- | ----------------- |
| 1   | TM     | Mahamane Baye        | 8 tháng 10, 1996 (18 tuổi)  | Avenir Tombouctou |
| 2   | HV     | Bourama Doumbia      | 3 tháng 10, 1997 (17 tuổi)  | ASPIRE            |
| 3   | TV     | Souleymane Diarra    | 31 tháng 1, 1995 (20 tuổi)  | Wydad Casablanca  |
| 4   | HV     | Youssouf Koné        | 5 tháng 7, 1995 (19 tuổi)   | Lille             |
| 5   | HV     | Ichaka Diarra        | 18 tháng 1, 1995 (20 tuổi)  | Stade Malien      |
| 6   | HV     | Hamidou Maiga        | 2 tháng 1, 1995 (20 tuổi)   | LCBA              |
| 7   | TĐ     | Mohamed Guilavogui   | 14 tháng 11, 1996 (18 tuổi) | Montpellier       |
| 8   | TV     | Diadie Samassékou    | 11 tháng 1, 1996 (19 tuổi)  | AS Real Bamako    |
| 9   | TĐ     | Saliou Guindo        | 12 tháng 9, 1996 (18 tuổi)  | ASEC Mimosas      |
| 10  | TĐ     | Hamidou Traoré       | 7 tháng 10, 1996 (18 tuổi)  | Elazigspor        |
| 11  | TĐ     | Malick Touré         | 22 tháng 9, 1995 (19 tuổi)  | Club Africain     |
| 12  | HV     | Souleymane Coulibaly | 8 tháng 8, 1996 (18 tuổi)   | AS Real Bamako    |
| 13  | HV     | Aboubacar Doumbia    | 19 tháng 4, 1995 (19 tuổi)  | AS Real Bamako    |
| 14  | TV     | Alassane Diallo      | 19 tháng 2, 1995 (20 tuổi)  | KVC Westerlo      |
| 15  | TĐ     | Souleymane Sissoko   | 10 tháng 4, 1996 (18 tuổi)  | Onze Créateurs    |
| 16  | TM     | Mohamed Sanogo       | 13 tháng 8, 1995 (19 tuổi)  | Onze Créateurs    |
| 17  | TV     | Falaye Sacko         | 1 tháng 5, 1995 (19 tuổi)   | Djoliba AC        |
| 18  | TV     | Moussa Bagayoko      | 18 tháng 12, 1998 (16 tuổi) | Black Stars       |
| 19  | TĐ     | Adama Traoré         | 28 tháng 6, 1995 (19 tuổi)  | Lille             |
| 20  | TV     | Fousseni Diabaté     | 18 tháng 10, 1995 (19 tuổi) | Reims             |
| 21  | TM     | Sory Ibrahim Traoré  | 24 tháng 1, 1996 (19 tuổi)  | AS Bamako         |

## Nigeria
Huấn luyện viên:  Manu Garba
| 0#0 | Vị trí | Cầu thủ                    | Ngày sinh và tuổi           | Câu lạc bộ               |
| --- | ------ | -------------------------- | --------------------------- | ------------------------ |
| 1   | TM     | Joshua Enaholo             | 24 tháng 7, 1996 (18 tuổi)  | MFM FC                   |
| 2   | HV     | Musa Muhammed              | 31 tháng 10, 1996 (18 tuổi) | FC Heart Academy         |
| 3   | HV     | Mustapha Abdullahi         | 18 tháng 1, 1996 (19 tuổi)  | Spotlight F.C.           |
| 4   | TV     | Akinjide Elijah Idowu      | 9 tháng 9, 1996 (18 tuổi)   | Nath Boys Academy        |
| 5   | HV     | Abdulganiyu Saheed         | 23 tháng 3, 1996 (18 tuổi)  | Ace Football Academy     |
| 6   | HV     | Prince Izuchukwu Omego     | 15 tháng 8, 1996 (18 tuổi)  | Apapa Golden             |
| 7   | TV     | Bernard Bulbwa             | 11 tháng 10, 1996 (18 tuổi) | Shuttle Sports Academy   |
| 8   | TĐ     | Abdullahi Ibrahim Alhassan | 3 tháng 11, 1996 (18 tuổi)  | FC Heart Academy         |
| 9   | TĐ     | Christian Pyagbara         | 13 tháng 3, 1996 (18 tuổi)  | Dolphins                 |
| 10  | TV     | Abdullahi Alfa             | 29 tháng 7, 1996 (18 tuổi)  | Football College Academy |
| 11  | TĐ     | Usman Sale                 | 27 tháng 8, 1995 (19 tuổi)  | Wikki Tourists           |
| 12  | TV     | Ifeanyi Ifeanyi            | 15 tháng 8, 1995 (19 tuổi)  | Water FC                 |
| 13  | HV     | Samuel Okon                | 15 tháng 12, 1996 (18 tuổi) | Greater Tomorrow Academy |
| 14  | TV     | Obinna Nwobodo             | 29 tháng 11, 1996 (18 tuổi) | Enugu Rangers            |
| 15  | TV     | Ifeanyi Matthew            | 20 tháng 1, 1997 (18 tuổi)  | El-Kanemi Warriors       |
| 16  | TM     | Dele Alampasu              | 24 tháng 12, 1996 (18 tuổi) | Abuja Football College   |
| 17  | TĐ     | Chidera Ezeh               | 2 tháng 10, 1997 (17 tuổi)  | FC Porto                 |
| 18  | TĐ     | Taiwo Awoniyi              | 12 tháng 8, 1997 (17 tuổi)  | Imperial Soccer Academy  |
| 19  | HV     | Zaharadeen Bello           | 21 tháng 12, 1997 (17 tuổi) | Dabo Babes Academy       |
| 20  | TĐ     | Adebiyi Samuel             | 11 tháng 10, 1996 (18 tuổi) | Sunrise FC               |
| 21  | TM     | Olorunleke Ojo             | 17 tháng 8, 1995 (19 tuổi)  | Giwa FC                  |

## Sénégal
Huấn luyện viên:  Joseph Koto
| 0#0 | Vị trí | Cầu thủ               | Ngày sinh và tuổi           | Câu lạc bộ          |
| --- | ------ | --------------------- | --------------------------- | ------------------- |
| 1   | TM     | Lamine Ba             | 4 tháng 6, 1995 (19 tuổi)   | Dakar SC            |
| 2   | TĐ     | Alassane Diouf        | 12 tháng 1, 1997 (18 tuổi)  | Darou Salam         |
| 3   | HV     | Andelinou Corréa      | 31 tháng 12, 1996 (18 tuổi) | Dakar SC            |
| 4   | HV     | Mouhameth Sané        | 26 tháng 1, 1996 (19 tuổi)  | Dijon FCO           |
| 5   | HV     | Racine Coly           | 8 tháng 2, 1995 (20 tuổi)   | Brescia Calcio      |
| 6   | HV     | Elimane Oumar Cissé   | 12 tháng 3, 1995 (19 tuổi)  | Diambars FC         |
| 7   | TĐ     | Ibrahima Wadji        | 5 tháng 5, 1995 (19 tuổi)   | Mbour Petite Côte   |
| 8   | TV     | Sidy Sarr             | 5 tháng 6, 1996 (18 tuổi)   | Mbour Petite Côte   |
| 9   | HV     | Pape Abou Cissé       | 14 tháng 9, 1995 (19 tuổi)  | AC Ajaccio          |
| 10  | TV     | Soro Mbaye            | 7 tháng 7, 1995 (19 tuổi)   | CS Sedan            |
| 11  | TĐ     | El Hadji Malick Niang | 9 tháng 12, 1995 (19 tuổi)  | US Gorée            |
| 12  | TV     | Mamadou Loum Ndiaye   | 30 tháng 12, 1996 (18 tuổi) | US Ouakam           |
| 13  | HV     | Alhassane Sylla       | 24 tháng 8, 1995 (19 tuổi)  | Diambars FC         |
| 14  | TĐ     | Moussa Koné           | 30 tháng 12, 1996 (18 tuổi) | Dakar SC            |
| 15  | HV     | Moussa Wagué          | 4 tháng 10, 1998 (16 tuổi)  | ASPIRE              |
| 16  | TM     | Seydou Sy             | 12 tháng 12, 1995 (19 tuổi) | AS Monaco           |
| 17  | TV     | Roger Gomis           | 20 tháng 3, 1995 (19 tuổi)  | CS Louhans-Cuiseaux |
| 18  | TV     | Alassane Sow          | 3 tháng 1, 1997 (18 tuổi)   | Real Saragossa      |
| 19  | TĐ     | Sékou Gassama         | 6 tháng 5, 1995 (19 tuổi)   | Rayo Vallecano      |
| 20  | TĐ     | Oumar Goudiaby        | 1 tháng 1, 1995 (20 tuổi)   | Guédiawaye FC       |
| 21  | TM     | Ibrahima Sy           | 13 tháng 8, 1995 (19 tuổi)  | FC Lorient          |

## Nam Phi
Huấn luyện viên:  Thabo Senong
| 0#0 | Vị trí | Cầu thủ              | Ngày sinh và tuổi           | Câu lạc bộ                  |
| --- | ------ | -------------------- | --------------------------- | --------------------------- |
| 1   | TM     | Sibongiseni Mkhize   | 16 tháng 6, 1996 (18 tuổi)  | FC Cape Town                |
| 2   | HV     | Kabelo Seriba        | 12 tháng 5, 1997 (17 tuổi)  | Bloemfontein Celtic         |
| 3   | HV     | Bongane Mathabela    | 5 tháng 5, 1996 (18 tuổi)   | Witbank Spurs               |
| 4   | HV     | Chaz Gerard Williams | 20 tháng 10, 1995 (19 tuổi) | Cape Town All Stars         |
| 5   | HV     | Ayabulela Magqwaka   | 12 tháng 1, 1996 (19 tuổi)  | SuperSport United           |
| 6   | HV     | Tebogo Moerane       | 7 tháng 4, 1995 (19 tuổi)   | Bidvest Wits                |
| 7   | TĐ     | Tyroane Sandows      | 12 tháng 2, 1995 (20 tuổi)  | Gremio                      |
| 8   | TV     | Tlotlo Leepile       | 2 tháng 8, 1996 (18 tuổi)   | G.D. Tourizense             |
| 9   | TĐ     | Dumisani Zuma        | 22 tháng 5, 1995 (19 tuổi)  | Bloemfontein Celtic         |
| 10  | TĐ     | Siyanda Ngubo        | 4 tháng 12, 1996 (18 tuổi)  | Orlando Pirates             |
| 11  | TV     | Pule Maraisane       | 3 tháng 1, 1995 (20 tuổi)   | G.D. Tourizense             |
| 12  | HV     | Maphosa Modiba       | 22 tháng 7, 1995 (19 tuổi)  | Mpumalanga Black Aces       |
| 13  | HV     | Motjeka Madisha      | 12 tháng 1, 1995 (20 tuổi)  | Mamelodi Sundowns           |
| 14  | TĐ     | Tshidiso Monamodi    | 21 tháng 2, 1997 (18 tuổi)  | Bidvest Wits                |
| 15  | TV     | Keamogetswe Boikanyo | 25 tháng 10, 1996 (18 tuổi) | Mamelodi Sundowns           |
| 16  | TM     | Dumsani Msibi        | 1 tháng 5, 1995 (19 tuổi)   | SuperSport United           |
| 17  | TĐ     | Thamsanqa Masiya     | 17 tháng 9, 1996 (18 tuổi)  | Bidvest Wits                |
| 18  | TV     | Siphelele Luthuli    | 1 tháng 2, 1995 (20 tuổi)   | University of Pretoria F.C. |
| 19  | TV     | Haashim Domingo      | 13 tháng 8, 1995 (19 tuổi)  | Vitoria Guimaraes           |
| 20  | TV     | Morne Nel            | 23 tháng 5, 1996 (18 tuổi)  | SuperSport United           |
| 21  | TM     | Mpho Mathekga        | 13 tháng 6, 1996 (18 tuổi)  | Mamelodi Sundowns           |

## Zambia
Huấn luyện viên:  Hector Chilombo
| 0#0 | Vị trí | Cầu thủ           | Ngày sinh và tuổi           | Câu lạc bộ               |
| --- | ------ | ----------------- | --------------------------- | ------------------------ |
| 1   | TM     | Mangani Banda     | 13 tháng 7, 1997 (17 tuổi)  | Zanaco F.C.              |
| 2   | HV     | Benedict Chepeshi | 10 tháng 6, 1996 (18 tuổi)  | Red Arrows F.C.          |
| 3   | HV     | Peter Mulenga     | 11 tháng 2, 1995 (20 tuổi)  | Red Arrows F.C.          |
| 4   | HV     | Boyd Mkandawire   | 11 tháng 4, 1997 (17 tuổi)  | NAPSA Stars              |
| 5   | HV     | Simon Tembo       | 18 tháng 5, 1996 (18 tuổi)  | Kabwe Warriors           |
| 6   | HV     | Mweene Mumbi      | 31 tháng 8, 1995 (19 tuổi)  | African Soccer Cape Town |
| 7   | TĐ     | Patrick Ngoma     | 21 tháng 5, 1997 (17 tuổi)  | Red Arrows F.C.          |
| 8   | TĐ     | Patson Daka       | 9 tháng 10, 1998 (16 tuổi)  | Nchanga Rangers          |
| 9   | TV     | Charles Zulu      | 2 tháng 1, 1996 (19 tuổi)   | Zanaco F.C.              |
| 10  | TV     | Langson Mbewe     | 21 tháng 1, 1996 (19 tuổi)  | Kabwe Warriors           |
| 11  | TV     | Larry Bwalya      | 29 tháng 5, 1995 (19 tuổi)  | Power Dynamos            |
| 12  | TV     | Benson Sakala     | 12 tháng 9, 1996 (18 tuổi)  | Chicago Magic PSG        |
| 13  | HV     | Kayawe Kapota     | 27 tháng 12, 1996 (18 tuổi) | Mpande Youth             |
| 14  | TĐ     | Harrison Chisala  | 4 tháng 8, 1997 (17 tuổi)   | Nkana F.C.               |
| 15  | HV     | Alex Mwamba       | 28 tháng 5, 1995 (19 tuổi)  | Power Dynamos            |
| 16  | TM     | Geofrey Silavwe   | 28 tháng 5, 1996 (18 tuổi)  | Green Buffaloes          |
| 17  | TV     | Lubambo Musonda   | 1 tháng 3, 1995 (20 tuổi)   | Ulisses FC               |
| 18  | TV     | Spencer Sautu     | 10 tháng 3, 1996 (18 tuổi)  | Green Eagles             |
| 19  | TV     | Kelvin Chinyama   | 28 tháng 2, 1996 (19 tuổi)  | Nkana F.C.               |
| 20  | TĐ     | Dave Daka         | 3 tháng 12, 1996 (18 tuổi)  | Zanaco F.C.              |
| 21  | TM     | Tresford Mulenga  | 21 tháng 8, 1998 (16 tuổi)  | Kabwe Warriors           |

Ghi chú
1. ↑  Player is with US Lesquin, CAF erroneously reported that the player was registered to Lille OSC.
2. ↑  Player is with Right to Dream Academy, CAF erroneously reported that the player was registered to Manchester City.